# Litauens flygvapen
Litauens flygvapen eller LAF (litauiska: Lietuvos karinės oro pajėgos, förkortat LK KOP) är militärflyggrenen av Litauens väpnade styrkor. Huvudbasen ligger i Šiauliai (och delar start- och landningsbanor med Šiauliai internationella flygplats) och det finns även anläggningar i Radviliškis och i Kaunas.